# Ranunculus cymbalarifolius
Ranunculus cymbalarifolius är en ranunkelväxtart som beskrevs av Giuseppe Giacinto Moris. Ranunculus cymbalarifolius ingår i släktet ranunkler, och familjen ranunkelväxter. Inga underarter finns listade i Catalogue of Life.